# Gebrüder Weiss

Gebrüder Weiss este cea mai veche companie de transport și logistică din Austria, aflându-se și în prezent în proprietatea familiilor fondatoare (familiile Weiss și Jerie). Pe parcursul a mai bine de 500 de ani, compania s-a dezvoltat în permanență, devenind în prezent un jucător global pe piața transporturilor și a serviciilor logistice.
Rețeaua GW globală cuprinde 150 de filiale, sucursale și puncte de lucru în Austria, Germania, Elveția, Armenia, Bosnia și Herțegovina, Bulgaria, Croația, Cehia, Georgia, Ungaria, Turkmenistan, Kazakhstan, Macedonia, Muntenegru, România, Serbia, Slovacia, Slovenia, Singapore, Turcia, Ucraina, Rusia, Canada, Japonia, China, Hong Kong, Taiwan, SUA, Emiratele Arabe Unite și Vietnam.
|                            | Date și cifre                                                                                    |
| -------------------------- | ------------------------------------------------------------------------------------------------ |
| Cifră de afaceri netă 2018 | 1,67 miliarde euro                                                                               |
| Angajați                   | Peste7.100                                                                                       |
| Suprafață logistică        | cca. 660.000 m²                                                                                  |
| Număr de expediții         | Divizia de transporturi terestre a Gebrüder Weiss a efectuat în 2018 13,4 milioane de expediții. |

## Gebrüder Weiss în România
Prezentă în România încă din anul 1994, prin colaborarea cu compania locală Cargolog, Gebrüder Weiss oferă soluții integrate de logistică, precum și o gamă completă de servicii de transport rutier (internațional sau domestic în regim de grupaj, camioane complete sau parțiale), feroviar, aerian și maritim. Strategia de expansiune implementată încă de la început a permis realizarea unor investiții importante în sedii, depozite, echipamente și personal calificat, astfel că astăzi, Gebrüder Weiss România se bazează pe o infrastructură națională prin platforma logistică proprie cu 9 terminale logistice de cross-docking situate în Bolintin Deal, Arad, Sibiu, Cluj, Bacău, Brasov, Constanta, Oradea și Craiova.
| Sedii GW în România | Anul inaugurării                       |
| ------------------- | -------------------------------------- |
| Arad                | 2005                                   |
| Bacău               | 2008; relocare în 2012                 |
| Bolintin Deal       | 2009                                   |
| Craiova             | 2010; relocare în 2013                 |
| Sibiu, Cluj         | 2011; extindere terminal Sibiu in 2018 |
| Brasov              | 2016                                   |

|                            | Date și cifre   |
| -------------------------- | --------------- |
| Cifră de afaceri netă 2018 | 62milioane euro |
| Angajați                   | peste 600       |
| Capacitate depozitare      | 60.000 mp       |
| Număr expediții 2018       | 690.500         |